# نورث رود (زمین فوتبال)
نورث رود (به انگلیسی: North Road) یک ورزشگاه فوتبال و کریکت در شهر منچستر بود.نورث رود نخستین ورزشگاه خانگی تیم منچستر یونایتد به حساب می‌آید.